# A Védelmező Krisztus szobra
A Védelmező Krisztus szobra (Cristo Protetor) egy Jézust ábrázoló műalkotás a dél-brazíliai Encantado településen, Rio Grande do Sul államban. A szobor építése 2019-ben kezdődött, a szobor fejét és karjait 2021 áprilisában helyezték el a hatalmas állványzaton. A munkálatokat 2022 április végén fejezték be. A talapzattal együtt 43 méter magas szobor öt méterrel magasabb mint Brazília jelképe, a Rió de Janeiróban található A Megváltó Krisztus szobra, a karok fesztávolsága pedig eléri a 36 métert, szemben a fővárosban található szimbólum 28 méteres fesztávolságával. Ezzel immár ez a világ legnagyobb, kitárt karú Jézus-szobra.
A monumentális szobor belsejében lift került kialakításra. A szobor szíve helyén van egy kilátópont is a látogatók számára. A nagy szív alakú ablakon keresztül láthatóvá válik a környékbeli brazil táj. A mintegy 140 millió forint költséggel járó műalkotás teljes egészében adományokból valósult meg a 22 ezer lakosú városban. Építésének kezdeményezője egy helyi pap volt, aki ezzel nem csak a vallást akarta szolgálni, hanem a turizmust is fellendíteni.